# Премьер-министр Восточного Тимора
Премьер-министр Восточного Тимора (порт. Primeiro-Ministro, тетум Primeiru-Ministru) — глава правительства Восточного Тимора, Совета министров. Его резиденцией является Правительственный Дворец в Дили.
Назначается Президентом после консультации с партиями Национального парламента из кандидатур членов партии или объединения партий, выбранных парламентским большинством голосов, присягу премьер-министра принимает также Президент (п. d ст. 85, 106 Конституции). Входит в состав Государственного совета (ст. 90 Конституции).
В полномочия Премьер-министра входит созыв, организация и управление деятельностью Совета министров, исполняет обязанности Председателя Правительства. Определяет и осуществляет основные направления политики Правительства, согласует работу всех министров независимо от направления деятельности каждого. Лично отвечает по вопросам природных ресурсов, полезных ископаемых и энергетической политики. Может поставить вопрос о доверии Совету министров, а также дать рекомендацию Президенту об увольнении одного министра или всего кабинета, после согласования с Государственным советом, если его деятельность угрожает работе всей политической системы. Входит в Государственный совет и может давать рекомендации Президенту по важным вопросам государственной политики. Докладывает Президенту Республики информацию по вопросам внешней и внутренней политики Правительства. Подписывает правительственные документы. Представляет в течение 30 дней для утверждения Национальному парламенту сформированную и разработанную Правительством программу целей и задач и основных политических направлений. Может быть снят с должности Президентом в случае отклонения Национальным парламентом его программы 2 раза подряд (п. g ст. 86 Конституции).
В случае принятой Президентом отставки Премьер-министра, его смерти или полной физической нетрудоспособности происходит увольнение Правительства (ст.112 Конституции).
Премьер-министр Восточного Тимора не может влиять на политические процессы и принятие стратегических решений, эти функции поручены Президенту.

## Ключевая
Политические партии
- Фретелин
- Национальный конгресс за реконструкцию Тимора (CNRT)
- Народно-освободительная партия (ПОП)

Другие фракции

## Список премьер-министров Восточного Тимора

### Премьер-министры Восточного Тимора во время войны за независимость
Процесс деколонизации в португальском Тиморе начался в 1974 году, вслед за падением авторитарного режима в Португалии. 28 ноября 1975 года была оглашена декларация независимости Восточного Тимора. Через 9 дней в страну вторглись части индонезийской армии, и Индонезия объявила Восточный Тимор своей 27-й провинцией совместно с Окуси, однако ООН это территориальное приобретение не признала.
| № | Фото | Имя (годы жизни)           | Срок полномочий | Срок полномочий | Партия   |
| - | ---- | -------------------------- | --------------- | --------------- | -------- |
| 1 |      | Николау Лобату (1946—1978) | 28 ноября 1975  | 7 декабря 1975  | ФРЕТИЛИН |

### Премьер-министры Демократической Республики Восточный Тимор
После принятия Конституционным Собранием 22 марта 2002 года Конституции Восточного Тимора, 14 апреля 2002 года избран Президент Шанане Гусман, и 20 мая 2002 года Индонезия Формально признала независимость Восточного Тимора. В 2006 году во время введения австралийский войск для подавления мятежа, премьер-министр Алькатири ушёл в отставку, на его место назначен Жозе Рамуш-Орта (в 2007 году избран Президентом), в 2007 году, после получения партией ФРЕТИЛИН относительного большинства мест в Парламенте, главой правительства назначен Шанана Гусман.
| №   | Фото | Имя (годы жизни)            | Срок полномочий  | Срок полномочий  | Партия                                        |
| --- | ---- | --------------------------- | ---------------- | ---------------- | --------------------------------------------- |
| 1   |      | Мари Алькатири (1949—)      | 20 мая 2002      | 26 июня 2006     | ФРЕТИЛИН                                      |
| 2   |      | Жозе Рамуш-Орта (1949—)     | 26 июня 2006     | 19 мая 2007      | независимый политик                           |
| 3   |      | Эштанислау Да Силва (1952—) | 19 мая 2007      | 8 августа 2007   | ФРЕТИЛИН                                      |
| 4   |      | Шанана Гусман (1946—)       | 8 августа 2007   | 16 февраля 2015  | Национальный конгресс за реконструкцию Тимора |
| 5   |      | Руй Мария де Араужу (1964—) | 16 февраля 2015  | 17 сентября 2017 | ФРЕТИЛИН                                      |
| (1) |      | Мари Алькатири (1949—)      | 17 сентября 2017 | 22 июня 2018     | ФРЕТИЛИН                                      |
| (6) |      | Таур Матан Руак (1956—)     | 22 июня 2018     | 1 июля 2023      | Народно-освободительная партия (ПОП)          |
| (4) |      | Шанана Гужман (1944—)       | 1 июля 2023      | действующий      | Национальный конгресс за реконструкцию Тимора |

## Заместители премьер-министра
| № | Фото | Имя (годы жизни)                 | Срок полномочий | Срок полномочий | Партия     |
| - | ---- | -------------------------------- | --------------- | --------------- | ---------- |
| 1 |      | Арманда Берта душ Сантуш (1974–) | 29 мая 2020     | действующий     | «КХУНТО»   |
| 2 |      | Жозе Реиш (1956–)                | 24 июня 2020    | действующий     | «ФРЕТИЛИН» |